# Konrad Fiedler

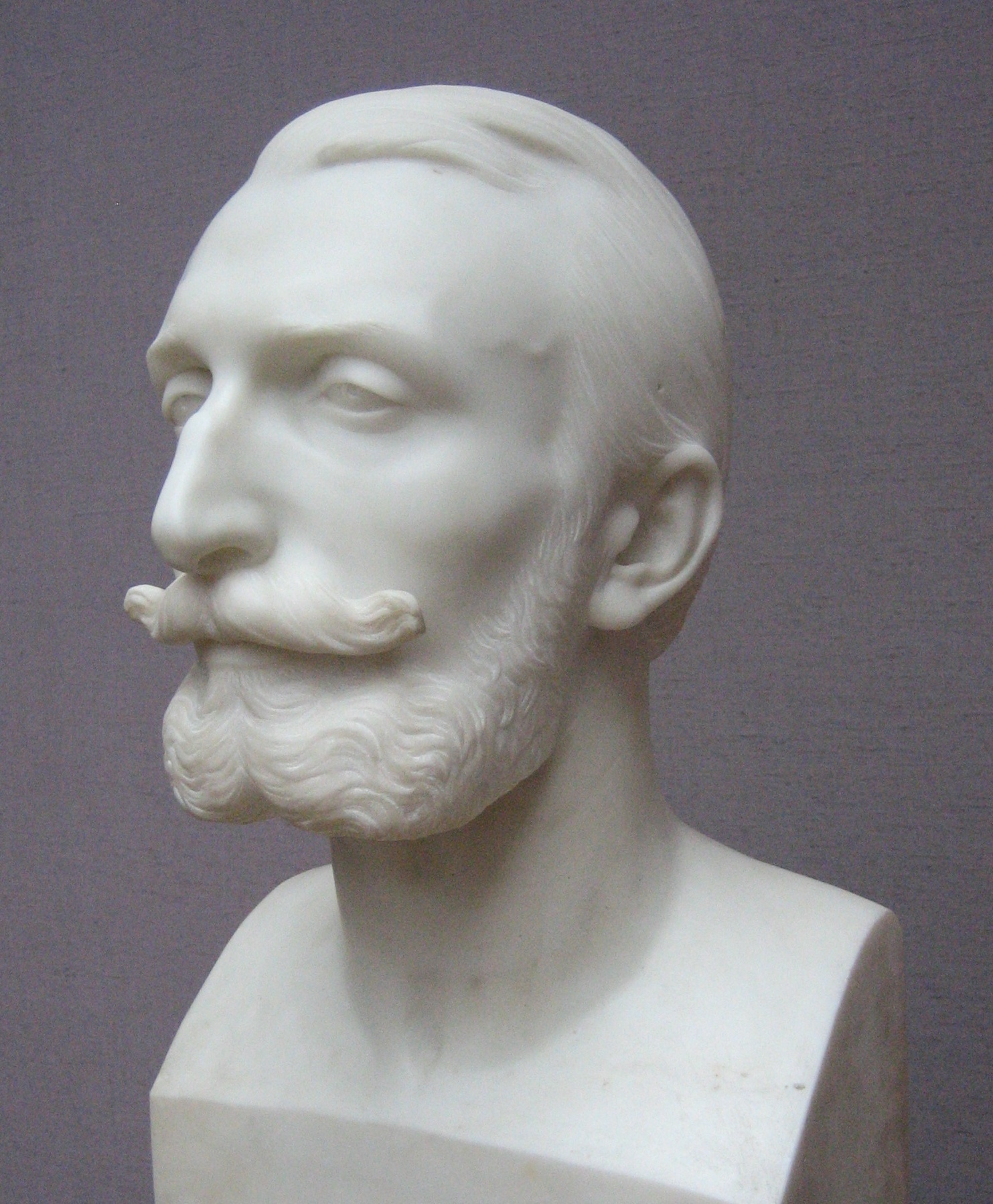
Konrad Fiedler (1874/1875)

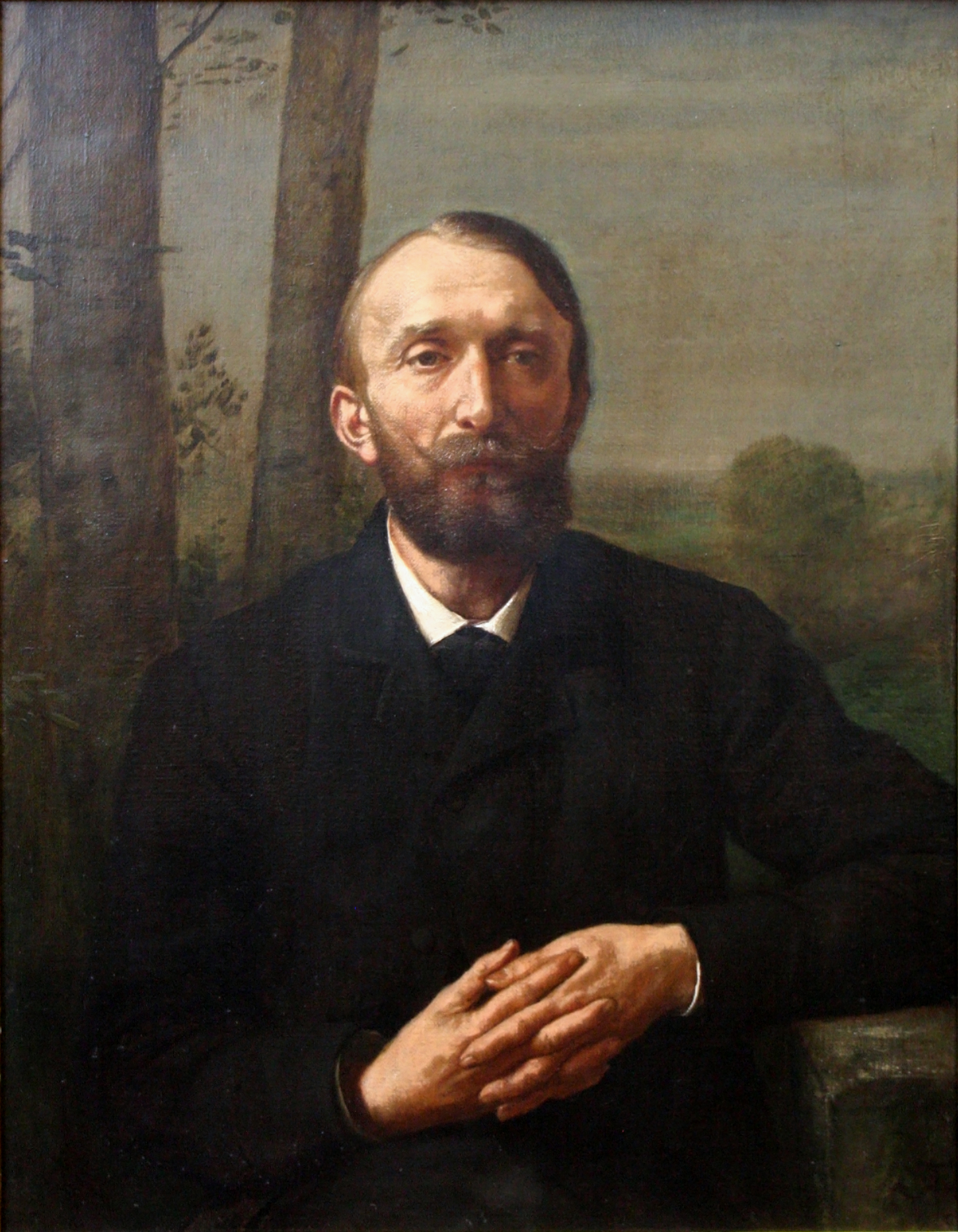
Konrad Fiedler, Gemälde von Hans Thoma (1884)

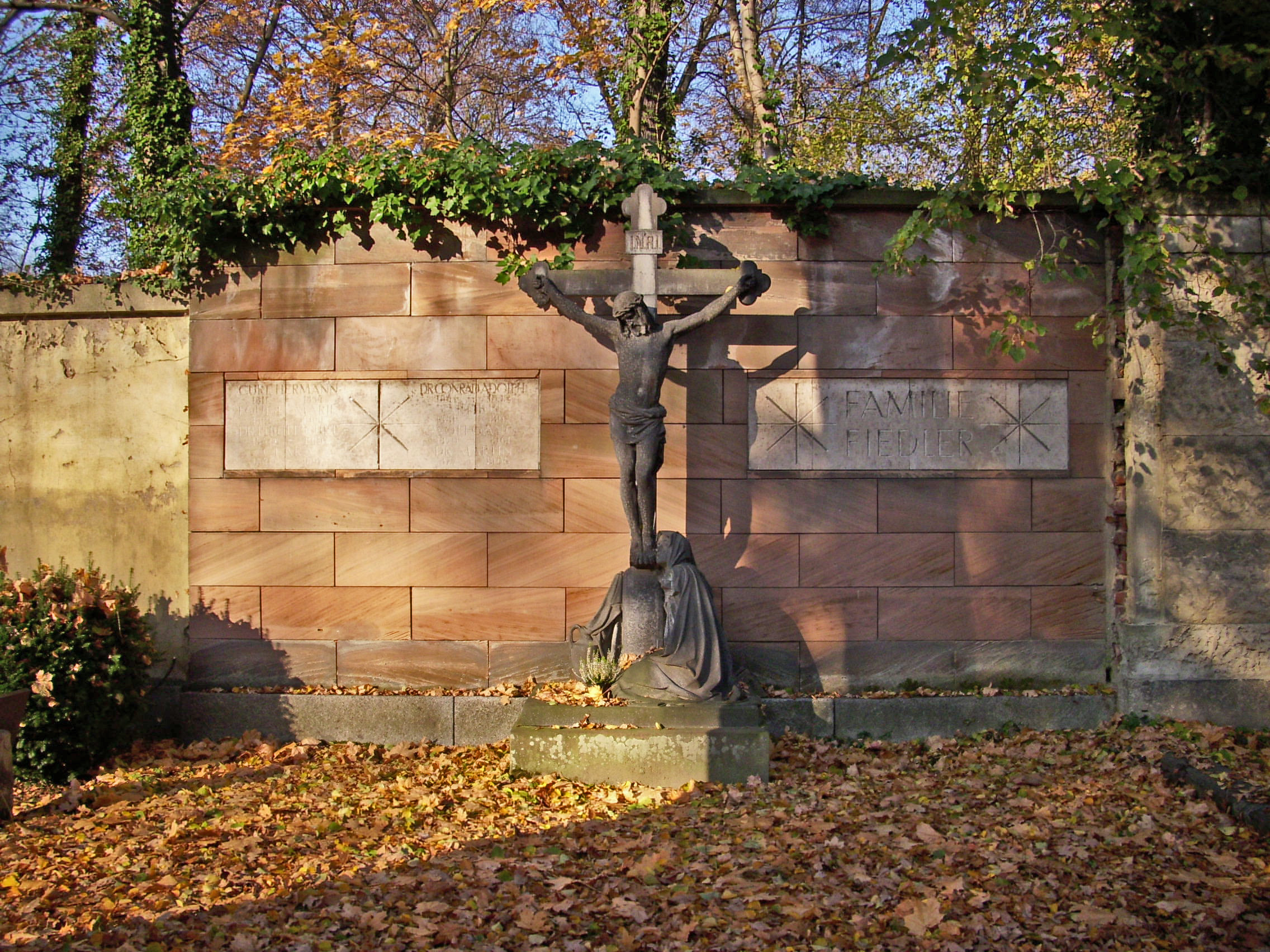
Grabstätte Konrad Fiedler auf dem Südfriedhof in Leipzig

Konrad Fiedler (* 23. September 1841 in Oederan, Sachsen; † 13. Juni 1895 in München; gelegentlich auch in der Schreibweise Conrad Fiedler) war einer der bedeutendsten deutschen Kunsttheoretiker des 19. Jahrhunderts.

## Leben
Fiedler studierte ab 1861 an der Université de Lausanne und der Ruprecht-Karls-Universität Heidelberg Rechtswissenschaft. 1862 im Corps Guestphalia Heidelberg recipiert, klammerte er zweimal die Erste Charge. Als Inaktiver wechselte er an die Friedrich-Wilhelms-Universität zu Berlin und die Universität Leipzig, die ihn zum Dr. iur. promovierte. Nach kurzer Beschäftigung in einer Anwaltskanzlei gab Fiedler den Beruf als Jurist wieder auf. Er widmete sich stattdessen der Kunst und bereiste als Mäzen, Kunstsammler und Kunstkritiker Europa und den Vorderen Orient. In Rom lernte er Hans von Marées und Adolf von Hildebrand kennen, deren Freund und Förderer er wurde. 1876 heiratete Fiedler Mary (spätere Levi) Meyer, die Tochter des Kunsthistorikers Julius Meyer. 1880 ließ sich das Paar in München nieder, wo er sich u. a. mit der bedeutenden Komponistin Ethel Smyth in geistigen und künstlerischen Angelegenheiten rege austauschte. 1895 starb Konrad Fiedler nach einem Sturz aus einem Fenster mit niedriger Brüstung; ob es sich um Unfall (wie seinerzeit angegeben) oder Selbstmord handelte, ist nicht abschließend geklärt. Fiedler wurde in der Familiengrabstätte auf dem Gut Crostewitz beerdigt. Da Dorf und Rittergut Crostewitz 1967 dem Braunkohleabbau weichen mussten, erfolgte eine Umbettung seiner sterblichen Überreste zum Südfriedhof (Leipzig).

## Werk
Fiedler gilt als ein für die Kunstanschauung im 20. Jahrhundert „bahnbrechender Theoretiker“ (Kultermann). Er entwickelte im Kreis der deutsch-römischen Künstler Anselm Feuerbach, Adolf von Hildebrand und Hans von Marées ein auf der Philosophie Kants und auch Schopenhauers fußendes kunstphilosophisches Konzept des autonomen Kunstwerks.
In den Werken von Hildebrand und Marées sah Fiedler die Möglichkeit einer neuen Kunstsprache, die einzig den Gesetzen der Kunst und nicht, wie in der damaligen offiziellen Historienmalerei üblich, der außerkünstlerischen Realität verpflichtet war.
Fiedler übte großen Einfluss auf Künstler des frühen 20. Jahrhunderts aus, unter ihnen Paul Klee und Wassily Kandinsky. Unter den Kunsthistorikern ist vor allem Heinrich Wölfflin (auch über Adolf von Hildebrand) von Fiedler geprägt.
Darüber hinaus sind die Ansätze des Kunstmäzens und Privatgelehrten nicht allein für die Ästhetik, sondern auch für eine Philosophie der Wahrnehmung von Bedeutung.
Zu den wichtigsten zu Lebzeiten veröffentlichten Werken Fiedlers zählen Über die Beurteilung von Werken der Bildenden Kunst (1876), Über Kunstinteressen und deren Förderung (1879), Moderner Naturalismus und künstlerische Wahrheit (1881), Über den Ursprung der künstlerischen Tätigkeit (1887) sowie Hans von Marées (1889).

### Moderner Naturalismus und künstlerische Wahrheit
Der Titel von Moderner Naturalismus und künstlerische Wahrheit (1881) könnte vermuten lassen, dass Naturalismus in der Kunst zu Wahrheit führt. Ganz im Gegenteil ist in Fiedlers kunstphilosophischem Konzept Kunst jedoch von aller „äußeren Wirklichkeit“ unabhängig – und somit auch von der Naturnachahmung (Mimesis), von welcher der Naturalismus ausgeht. Wirklichkeit und damit auch Wahrheit realisieren sich im Schaffen des Künstlers, der im Kunstwerk das Sehen als solches veranschaulicht. Fiedler hebt die Autonomie und Eigenbedeutsamkeit einer als „absolut“ verstandenen Kunst hervor. Das Kunstwerk ist zu schaffen als aus sich selbst und einer „reinen Sichtbarkeit“ heraus zu Verstehendes – und nicht als eines, das auf gedankliche oder geistige Inhalte verweist.

### Über den Ursprung der künstlerischen Tätigkeit
Die wohl wichtigste Schrift Fiedlers Über den Ursprung der künstlerischen Tätigkeit (1887) sondiert die Rolle des Kunstwerks für die Erkenntnis von Welt in völlig neuer Weise, indem sie ausgehend von Immanuel Kant und Erkenntnissen des Impressionismus eine eigene Theorie der Wahrnehmung entwickelt. Diese ist gekennzeichnet durch eine Akzentuierung des ‚wahrnehmungsbildenden’ Subjekts, eine monadische Sicht auf den Wahrnehmungsvorgang sowie die idealistische Stilisierung des Kunstwerks (fernab des Kantischen Geschmacksurteils) zum möglichen Ort ‚reiner‘ Sichtbarkeit.

## Ausgaben
- Konrad Fiedler: Der Ursprung der künstlerischen Thätigkeit. Hirzel, Leipzig 1887. (Digitalisat und Volltext im Deutschen Textarchiv).
- Conrad Fiedlers Schriften über Kunst. Herausgegeben von Hans Marbach, Leipzig 1896.
- Konrad Fiedler: Vom Wesen der Kunst. Auswahl aus seinen Schriften. Zusammengestellt und eingeleitet von Hans Eckstein, München 1942.
- Konrad Fiedler: Schriften zur Kunst. Herausgegeben von Gottfried Boehm, München 1971, 2 Bde. (2. verbesserte und erweiterte Auflage 1991)
- Conrad Fiedler. Die Tagebücher 1866-1875. Herausgegeben und eingeleitet von Brigitte Boiar, Kulturförderverein Ruhrgebiet – Amazon-kindle-edition, Gladbeck 2011.